# Карло Бијелицки
Карло Бијелицки  (Кула, 20. марта 1813 -  Сомбор, 16. фебруара 1878) био је оснивач Градске библиотеке у Сомбору, 1859. године, у којој је бесплатно радио као библиотекар и секретар све до смрти 1878. године.

## Живот и каријера
Карло Бијелицки рођен је у Кули 20. марта 1813. године. Отац му се звао Адам, био је управник државних добара у Стапару и Кули, а мајка Ана рођена Торди. По очевој грани, а можда и по мајчиној, порекло води из Галиције. Као племићи добили су од Јосифа II имање у Банату. Претпоставља се да им презиме потиче од места Биелиц (граница Галиције и Шлеске). Пресељавање из Баната у Бачку није разјашњено, те се може претпоставити да су и Бијелицки насељени у Кулу 1746. године када је досељено неколико породица Русина.
Основну (тривијалну) школу и гимназију завршио је у родном месту а гиимназију у Врбасу. Студирао није. Године 1830. долази у Сомбор и запошљава се при Бачкој каналској управи као финансијски манипулант. На том месту остаје до 1851. године када прелази у Царску и краљевску среску финансијску управу у којој је дуго година био водећи финансијски службеник. У Сомбору је имао кућу са великом баштом у којој се у слободном времену бавио баштованством и виноградарством, које га је довело у додир са "нижим народним слојевима" и изазвало жељу да ради на подизању пољопривредног образовања, а касније на народном просвећивању уопште. Поред баштованства и виноградарства Бијелицког су интересовале и остале научне гране, сем политике, књижевност и музика. Он је већ 1857. године   je у својој приватној библиотеци имаo преко 10.000 књига, слика и музичких дела. 
Бијелицки се оженио у 54. години 5. новембра 1866. године са  Маријом Будаи, која је била једина госпођица од пет женских учлањених у Читалачки кружок 1857. године. Потомства нису имали.

## Рад на оснивању библиотеке
Oпшти развој културно-просветног живота половином XIX века био је условљен унутрашњом и спољашњом политиком Аустрије. Централистичко-апсолутистичка власт будно је пратила рад свих културних удружења. Бахов апсолутизам настојао је да рад националних установа потчини што свестранијој контроли органа Министарства унутрашњих дела. Неколико "човекољубивих људи у Бечу" упутило је 13. децембра 1848. године позив свима племенотомишљеницима у циљу осниванја Удружења за ширење штампаних дела ради народног образовања.
У Бечу се почетком 1849. године оснива Удружење за ширење књига и брошура ради народног образовања, али се оно због унутрашњих и спољнополитичких догађаја врло слабо развијало. Од почетка свог рада Удружење је  имало присталица у свим крајевима аустријске царевине, тако да је његово оснивање умногоме допринело учвршћивању друштвеног централизма после Револуције.
По свему изгледа да се за постојање Удружења у Сомбору није знало, или му се није поклањала никаква пажња, све до децембра 1856. Године када је Карло Бијелицки  у "Аустриском календару за два гроша" за 1857. годину, читајући чланак "Трајање учења у пољопривреди"  видео  позив Управе удружења за ширење књига и брошура из Беча које се обраћало онима који нису равнодушни према духовном стању својих суграђана као и нижих слојева народа да се обрате поменутом Удружењу, чија је сврха да општинама упућује читаве збирке најодличнијих књига уз најповољнију цену и извесну количину малих списа сасвим бесплатно за ширење образовања и знања. 

### Обраћање Карла Бијелицког Бечу
Бијелицки се писмом од 16. децембра 1856. године обраћа Удружењу за ширење књига и брошура ради народног образовања  и нуди се за оснивача Читалачкког кружока у Сомбору са централом у Бечу, да би допринео проширивању народног образовања, јер је  народу приступачно само минимално образовање основне школе, читање, понешто писања, мало рачунања и веронаука. 
Почетком фебруара 1857. године  Бијелицки је у Читалачки кружок бр. 46 у Сомбору учланио 35 (8 основних и 27 редовних) чланова. Управа Удружења за ширење књига и брошура ради народног образовања 13. марта 1857. године дозволила је Бијелицком да води новоосновани Кружок, и доставила му његове дужности. Бечко удружење је политиком оснивања и попуњавања књижног фонда Читалачког кружока настојало да утиче и усмерава формирање гледишта и ставова читалаца. Такав став Удружења за ширење књига и брошура ради народног образовања, Сомборци су на челу са Бијелицким оштро критиковали, те су га убрзо схватили као средство Бахове политике.
До краја 1857. године Бијелицки је са Управом удружења разменио неколико писама покушавајући да усклади односе и заносио се мишљу да ће преко и у склопу Бечког удружења моћи да формира Општинску библиотеку.
Писмо Бијелицког Бечком удружељу од 8. септембра 1857, заведено под бр. 19/1857.
Ово што сам написао, није моје расположење, него став осталих Сомбораца. Ја ћу и надаље да се заузимам за добру ствар као и раније, с истим одушевљењем, искрено и поштено. Кад бих био у стању да људе учиним бољим него што јесу, или кад  бих са своје стране бар нешто томе допринео, сматрао бих се најсретнијим човеком; нажалост , они људи чији је то позив и дужност не чине то у довољној мери или ништа, штавише, без савести их препуштају највећој деморализацији.
Бијелицки је схватио да помоћу Бечког удружења неће моћи да оствари свој циљ – оснивање Општинске јавне библиотеке чије би књиге бесплатно користили најсиромашнији слојеви народа, него да му се за остварење те намере ваља ослонити  на локалне снаге и оснивање независног Удружења. Под утицајем просветитељских идеја, национално неопредељен у средини интензивног развоја национализма и грађанских националних политичких партија, Бијелицки се оријентисао на ваннационално и ванкласно народно просвећивање.

### Оснивање Удружења за оснивање Општинске јавне библиотеке
Са својим пријатељима основао је Удружење за оснивање Општинске јавне библиотеке у Сомбору и предузео припреме за њено оснивање. Новоосновано Удружење је 31. октобра 1857. године  тражило одобрење Царског и краљевског Српско-банатског Државног намесништва у Темишвару за оснивање Општинске јавне библиотеке. Треба нагласити да  овде први пут налазимо  и то да  Бијелицки увиђа и истиче неопходност да се књижни фонд сразмерно попуњава и књигама на матерњим језицима народа који живе у Сомбору.
После ове молбе у ставу Бијелицког према Бечком удружељу запажа се промена. Његова су иступања отворенија и конкретнија. Остављају утисак да је коначно дошао до убеђења да се Општинска библиотека у Сомбору не може основати уколико се и надаље остане у оквиру Бечког удрижења.
Током 1858. године Бијелицки је извршио  све неопходне припреме и направио нацрт Статута, да би на његову иницијативу 2. јануара 1859. године била одржана  I Генерална скупштина Удружења за оснивање Општинске јавне библиотеке у Сомбору. Готово у исто време када је припремао нацрт Статута Општинске јавне библиотеке, Бијелицки је превео и један од два сачувана превода Устава Српске читаонице, основане 1845. године.
Да се не би пропустила погодна прилика за решавање статуса библиотеке Бијелицки је 9. августа 1859. године поново подсетио градски Магистрат на одлику I Генералне скупштине о уступању библиотеке граду уз услов да јој град обезбеди одговарајуће јавне просторије. Нема података о томе где је била смештена библиотека Читалачког кружока, као и библиотека Удружења до добијања просторије од града. Истиче потребу библиотеке за "оплемењивање и образовање људи...Човечанство које данас живи не може свом потомству оставити узвишенији, достојнији и пун благослова споменик сећања и не може се у толикој мери задужити за захвалност као као оснивањем једне овакве властите библиотеке која ће граду служити на велику част".

### Заслуге и вредновање рада Карла Бијелицког
За 20 година рада у Библиотеци, као њен оснивач, секретар и библиотекар, Бијелицки је успео да оформи фонд од готово 23.000 књига. Да би омогућио увид у фонд, с времена на време је штампао Каталоге у којима је давао и преглед дародаваца и дарованих књига, изводе из Статута, важнија решења Генералних скупштина, списак чланова Управе и стање књижног фонда.
Од почетка свог рада у Библиотеци Бијелицки је пропагирао учлањивање лепог пола, госпођа и госпођица, које до тада нису учествовале у јавном и културном животу.
Као страстан библиофил и добар библиотекар строго је водио рачуна о стању и чувању књижног фонда, пазио је да се оне враћају неоштећене и чисте, благовремено их је давао на коричење , неуредне читаоце опомињао је непосредно и посредно, па и писмено, поготово оне који су исувише дуго задржавали књигу.
Поред давања признања за неуморан и несебичан рад на оснивању Библиотеке од стране локалних органа власти, Бијелицки је добио и признање од Удружења за оснивање Општинске јавне библиотеке у Сомбору, које му је на својој IV Генералној скупштини јавно изразило захвалност, а један од утемељивача Удружења, доктор Мориц Шпицер, захтевао је да се оснивач и пословођа Библиотеке наслика, и да тај портрет остане за вечиту успомену изложен у просторијама Општинске јавне библиотеке. Портрет је насликао академски сликар Рихард Пухта, а свечано је откривен на V Генералној скупштини одржаној 17. априла 1864. године. Портрет је сачуван и данас се налази у Згради дечјег одељења.
На полеђини портрета прилепљен је текст нс немачком језику који у преводу гласи: "Овај портрет оснивача Општинске библиотеке господина Карла Бијелицког, царско-краљевског службеника, набављен је једногласном одлуком Генералне скупштине 8. фебруара 1863.(бр.553) у знак захвалности и признања његових заслуга, за трајну успомену на њега од стране општинске библиотеке. Портрет је насликао академски сликар Рихард Пухта и свечано је откривен на Генералној скупштини 17. априла 1864(бр.663)". У позадини портрета с леве стране на књигама у средњем реду јасно су исписана имена писаца: Русо, Бајрон, Тасо, Етвеш, Гете и Доситејеве басне. Можда истицање ових писаца треба да обележи космополитизам Бијелицког.
Бијелицки већ следеће, 1865. године, даје оставку на све функције које је обављао у Библиотеци од њеног оснивања, aли његову оставку Скупштина није прихватила. 
Седамдесетих година Бијелицки  ради  и на месту главног књиговође Сомборске штедионице, основане 1868. године. На Скупштини одржаној 1874. године, Бијелицки због службене заузетости и болести даје оставке на места секретара и библиoтекара, али и даље ради на дужностима пословође и рачуновође. До краја живота остао је веран својим хуманистичко-просветитељским и аполитичким схватањима. Карло Бијелицки је умро 16. фебруара 1878. године. Сахрањен је на Великом католичком гробљу у Сомбору два дана касније.